# Kunsten at slå evigheden i stykker - Carsten Jensen, forfatter
|  | Denne artikel er oprettet af botten Steenthbot ud fra en ekstern database. Den kan derfor have sproglige fejl eller mangler. Denne skabelon kan fjernes efter kontrol af indholdet. |

Kunsten at slå evigheden i stykker - Carsten Jensen, forfatter er en dansk portrætfilm fra 2020 instrueret af Adam Paaske.

## Handling
Forfatteren Carsten Jensen (f. 1952) fortæller om sin tilknytning til fortællekunsten, om sit eget forfatterskab og om sine refleksioner over litteraturens væsen. Gennem maleriske oplæsninger og sekvenser fra barndomsbyen Marstal, København og Afghanistan inviteres seeren på en rejse ind i forfatterens skønlitterære univers.

## Medvirkende
- Carsten Jensen